# برنت اونسن
برنت اونسن (انگلیسی: Bernt Evensen; ۸ آوریل ۱۹۰۵ – ۲۴ اوت ۱۹۷۹) اسکیت‌باز سرعت، دوچرخه‌سوار، و دوچرخه‌سوار پیست اهل نروژ بود.